# Pojoaque, Novi Meksiko
Pojoaque (tewa: P'osuwaege) je popisom određeno mjesto u okrugu Santa Fe u američkoj saveznoj državi Novom Meksiku. Prema popisu stanovništva SAD 2000. ovdje je živio 1261 stanovnik, a 2010. 1967 stanovnika. 
U blizini je indijanski rezervat Pojoaque Pueblo.

## Povijest
Pojoaque Pueblo je jedan od šest puebla uz Rio Grande u kojem se govori jezik tewa. Član je Osam sjevernih puebla. Pueblo je naseljen oko 500. godine. Najviše je staonvnika imao u 15. i 16. stoljeću.
Početkom 17. stoljeća uspostavljena je prva španjolska kršćanska misija, San Francisco de Pojoaque. Za vrijeme pobune puebla 1680. Pojoaque je napušten. Nije bio naseljen sve do oko 1706. godine. Do 1712. imao je 79 stanovnika. Oko 1900. ozbiljna epidemija boginja prouzročila je da je pueblo postupno napušten do 1912. godine. Godine 1934. ponovo je naselje i postao je savezno priznatim indijanskim rezervatom do 1936. godine.
Pojoaque Pueblo ističe se među 19 plemena Pueblo po tome što je prvi dobio guvernerku. Elizabeth (Betty) Duran izabrana je na jednogodišnji mandat siječnja 1974. godine.

## Zemljopis
Nalazi se na 35°53′26″N 106°11′34″W / 35.89056°N 106.19278°W (35.890581, -106.009511). Prema Uredu SAD-a za popis stanovništva, zauzima 7,5 km2 površine, sve suhozemne.

## Stanovništvo
Prema podatcima popisa 2010. ovdje je bilo 1967 stanovnika, 807 kućanstava od čega 472 obiteljska, a stanovništvo po rasi bili su 50,2% bijelci, 0,8% "crnci ili afroamerikanci", 17,8% "američki Indijanci i aljaskanski domorodci", 0,4% Azijci, 0,1% "domorodački Havajci i ostali tihooceanski otočani", 25,7% ostalih rasa, 5,0% dviju ili više rasa. Hispanoamerikanaca i Latinoamerikanaca svih rasa bilo je 67,9%.